# Tatjana Stiepowa
Tatjana Jurjewna Stiepowa, ros. Татьяна Юрьевна Степовая (ur. 23 września 1965 w Krasnodarze) – rosyjska szachistka, arcymistrzyni od 1992 roku. W czasie swojej kariery występowała również pod nazwiskiem Stiepowa-Dianczenko.

## Kariera szachowa
Znaczące sukcesy szachowe zaczęła odnosić pod koniec lat 80. XX wieku. W 1988 r. zajęła II m. (za Iriną Lewitiną) w Soczi. Po rozpadzie Związku Radzieckiego należała do czołówki rosyjskich szachistek. W latach 1992, 1998 i 2000 trzykrotnie wystąpiła na szachowych olimpiadach, zdobywając cztery medale: srebrny (1998) i brązowy (2000) wraz z drużyną oraz złoty (1998, na IV szachownicy) i srebrny (1998, za wynik rankingowy) za wyniki indywidualne. Wielokrotnie startowała w finałach indywidualnych mistrzostw Rosji, m.in. dwukrotnie zdobywając srebrne medale (1995, 2003).
W 1995 r. zwyciężyła (wspólnie z Alisą Gallamową) w Rostowie nad Donem. W 2000 r. osiągnęła duży sukces, awansując do najlepszej czwórki pierwszych indywidualnych mistrzostw Europy kobiet, rozegranych w Batumi. W półfinale tego turnieju przegrała z Natalią Żukową i ostatecznie podzieliła III-IV miejsce (wspólnie z Mają Cziburdanidze). W 2001 r. w kolejnych mistrzostwach Europy (rozegranych w Warszawie zajęła VII miejsce. Również w 2001 r. wystąpiła w Moskwie w pucharowym turnieju o mistrzostwo świata, w I rundzie przegrała z Nishą Mohotą i odpadła z dalszej rywalizacji. W 2002 r. odniosła kolejne turniejowe zwycięstwo, zajmując I m. w Tallinnie, a w 2006 r. podzieliła I m. (wspólnie z Natalią Zdebską) w memoriale Jelizawiety Bykowej we Włodzimierzu nad Klaźmą.
Najwyższy ranking w dotychczasowej karierze osiągnęła 1 lipca 2001 r., z wynikiem 2451 punktów zajmowała wówczas 21. miejsce na światowej liście FIDE (oraz trzecie – za Alisą Gallamową i Jekatieriną Kowalewską – wśród rosyjskich szachistek).